# Дикси (Вашингтон)
Дикси (енгл. Dixie) насељено је место без административног статуса у америчкој савезној држави Вашингтон.

## Демографија
По попису из 2010. године број становника је 197, што је 23 (-10,5%) становника мање него 2000. године.
| Група             | 2000.       | 2010.       |
| Белци             | 196 (89,1%) | 182 (92,4%) |
| Афроамериканци    | 0 (0,0%)    | 0 (0,0%)    |
| Азијати           | 0 (0,0%)    | 0 (0,0%)    |
| Хиспаноамериканци | 13 (5,9%)   | 12 (6,1%)   |
| Укупно            | 220         | 197         |